# Солтиський Євген Іванович
Євге́н Іва́нович Солти́ський (рос. Евгений Иванович Солтыский (Солтысский); * 13(25) грудня 1888, Кам'янець-Подільський — † 12 або 21 червня 1970) — російський радянський санітарний статистик. Доктор медичних наук (1952). Професор.

## Біографія
Євген Іванович Солтиський народився 25 грудня 1888 року в Кам'янці-Подільському в сім'ї службовця Кам'янець-Подільського відділення Державного банку. За даними 1895 року, його батько — колезький секретар Іван Васильович Солтиський — працював помічником бухгалтера другого розряду . 1900 року він перебував на тій же посаді, але вже як колезький асесор . За даними 1904 року Солтиський піднявся ще на один щабель у табелі про ранги — був надвірним радником, а працював уже одним із двох помічників контролера . За даними 1911 року, він, залишаючись на тій же посаді, був уже колезьким радником. Мешкав Солтиський у житловому будинку для працівників банку (сучасна адреса — вулиця Князів Коріатовичів, 3; нині тут розмістилася центральна бібліотека міста) . 1908 року Євген закінчив Кам'янець-Подільську гімназію .
У липні 1914 року Солтиський закінчив медичний факультет Київського університету. Після цього його призвали на військову службу як лікаря польового госпіталю. У березні 1917 року Солтиського обрали головою солдатського комітету 3-го Петроградського прикордонного дивізіону. 1919 року він вступив до лав Червоної армії, де працював у польових інфекційних госпіталях до закінчення громадянської війни.
Від 1922 року Солтиський як лікар-гігієніст широкого профілю став спеціалізуватися в галузі санітарної демографії і статистики, якій присвятив усе подальше життя. Від 1925 року Євген Іванович завідував статистичним відділом Народного комісаріату охорони здоров'я РРФСР, поєднуючи оперативну та дослідницьку діяльність в Центральному інституті гігієни праці, Інституті соціальної гігієни та організації охорони здоров'я, на кафедрі соціальної гігієни II Московського медичного інституту і в Центральній лабораторії епідеміології та гігієни Наркомату шляхів сполучення. Солтиський був автором низки масштабних досліджень і монографій, матеріали для яких він особисто збирав у калмицьких степах, на Крайній Півночі, в багатьох інших експедиціях. 1940 року Солтиського затверджено у вченому званні старшого наукового співробітника зі спеціальності «Гігієна праці» .
З початком німецько-радянської війни Євгена Івановича мобілізували для роботи в органах санітарної служби Радянської армії. До кінця війни він очолював статистичний відділ одного з найбільших евакопунктів.
Після демобілізації з армії Солтиський повернувся до науково-дослідної роботи в Інституті загальної та комунальної гігієни АМН СРСР (нині Науково-дослідний інститут екології людини та гігієни навколишнього середовища імені Олексія Сисіна Російської академії медичних наук) , де створив відділ санітарної статистики. Його основні праці цього періоду присвячено вивченню захворюваності і демографічних зрушень у зв'язку з акліматизацією населення на Крайній Півночі. Цикл цих робіт він узагальнив у дисертації на здобуття наукового ступеня доктора наук, яку захистив 1952 року. Після виходу на пенсію Євген Іванович і далі цікавився справами колективу інституту, членом Вченої ради якого він залишався до кінця життя.
Солтиський був також членом учених рад кількох інститутів і наукових товариств, членом об'єднаної Вченої ради Академії медичних наук СРСР із гігієни та епідеміології, членом проблемних комісій.

## Нагороди
Солтиського нагороджено орденом Трудового Червоного Прапора, медалями. Йому було надано звання почесного полярника.

## Праці
- Солтысский Е. И. К вопросу о применении анамнестического метода в санитарно-статистических исследованиях // Гигиена и санитария. — 1949. — № 3.
- Кандрор И. С., Раппопорт К. А., Солтыский Е. И. Терморегуляторные сдвиги в организме человека в холодном климате и заболеваемость, связанная с фактором охлаждения // Военно-медицинский журнал. — 1957. — № 1.
- Кандрор И. С., Солтысский Е. И. Акклиматизация и заболеваемость человека в холодном климате // Физические факторы внешней среды. — Москва, 1960.
- Кандрор И. С., Солтысский Е. И. Функциональное состояние и заболеваемость населения в процессе акклиматизации на Крайнем Севере // Вестник Академии медицинских наук СССР. — 1963. — № 2.